# 象湖镇 (瑞金市)
象湖镇，是中华人民共和国江西省赣州市瑞金市下辖的一个乡镇级行政单位。
2023年4月28日，瑞金市人民政府批准《瑞金市人民政府关于撤销象湖镇设立象湖街道、红旗街道的议案》，该镇将拆分为两个街道。

## 行政区划
象湖镇下辖以下地区：
解放路社区、红都大道社区、上阳路社区、河背街社区、八一路社区、中山路社区、东升社区、绵塘社区、绵水社区、摇前社区、绵江社区、金都大道社区、桔林村、上坪村、瑞明村、南岗村、金星村、溪背村、竹岗村和岗背村。

## 交通
- 赣瑞龙铁路、赣龙铁路、赣龙铁路复线：瑞金站